# Други удар
У нуклеарној стратегији, способност другог удара представља гарантовану способност неке земље да на нуклеарни напад одговори снажном нуклеарном одмаздом. Поседовање ове способности (и убеђивање непријатеља да је она стварна) се сматра кључним за нуклеарно одвраћање, јер би у супротном друга страна могла да покуша да победи у нуклеарном рату спровевши масивни први удар против противникових нуклеарних снага.

## Теорија
Поседовање способности другог удара смањује претњу од првог удара, и подржава стратегију да друга страна неће прва да употреби нуклеарно оружје.
Реципрочна способност другог удара обично доводи до стратегије обостраног узајамног уништења.

## Примена
Кључни циљ у одржавању способности другог удара је спречавање да непријатељски први удар уништи нуклеарни арсенал земље, како би се омогућила нуклеарна одмазда. Нуклеарна тријада је принцип по коме нуклеарне силе диверсификују своје нуклеарне арсенале како би што боље осигурале способност другог удара.
Балистичке ракете лансиране из подморница су класичан, али врло скуп начин за омогућавање способности другог удара. Међутим оне морају да буду подржане врло поузданим системом за идентификовање непријатеља. Ово је озбиљан проблем, јер би одмазда преко интерконтиненталних балистичких ракета, уколико је усмерена против погрешне земље довела до ескалације сукоба.